# Scogli Drasenachi
Gli scogli Drasenachi, Drasemaski o Drusumanschi (in croato: Dražemanski) sono due isolotti disabitati della Croazia situati nel mare Adriatico a sud-est di Morter. Amministrativamente fanno parte del comune Morter-Incoronate, nella regione di Sebenico e Tenin, e appartengono all'arcipelago di Sebenico. 

## Geografia
Gli scogli si trovano all'ingresso meridionale del canale di Morter (Murterski kanal), tra punta Rat (Rat), l'estremità meridionale di Morter, e punta Obinus Grande (rt Obinuš veliki), detta anche punta Obenus, che si trova sulla costa dalmata a nord-ovest di Trebocconi.
- Drasenachi Grande[9] (Dražemanski Veliki), si trova a circa 1 km[1] da capo Rat (in direzione sud-est); ha una superficie di 0,123 km²[10], uno sviluppo costiero di 1,39 km[10], e un'altezza di 40 m[1].
- Drasenachi Piccolo[9] (Dražemanski Mali), è situato 550 m[1] a sud-est di punta Rat, tra quest'ultima e Drasenachi Grande; ha una superficie di 0,027 km²[10], uno sviluppo costiero di 0,61 km[10] e un'altezza di 25 m[1] 43°45′42″N 15°40′30″E.

### Isole adiacenti
- Scogli Coccogliari (Kukuljari), circa 2 M[1] a ovest.
- Oliveto (Masliniak), circa 960 m[1] a nord di Drasenachi Grande.
- Botesella[3] o la Botticella[4][5] (greben Bačvica), roccia affiorante in mare aperto all'uscita meridionale del canale di Murter, 2,1 km a sud-est di Drasenachi Grande. Ha un segnale luminoso di segnalazione[11] 43°44′53.5″N 15°42′09.72″E.

### Cartografia
- (HR) Mappa topografica della Croazia 1:25000, su preglednik.arkod.hr. URL consultato il 30 luglio 2017.
- G. Giani, Carta prospettiva delle Comuni censuarie della Dalmazia, foglio 6, 1839. Fondo Miscellanea cartografica catastale, Archivio di Stato di Trieste.
- Carta di cabottaggio del mare Adriatico, foglio VII, Milano, Istituto geografico militare, 1822-1824. URL consultato il 27 luglio 2017 (archiviato dall'url originale il 13 aprile 2013).